# Гелена Шведська (ХІІ століття)
Гелена (швед. Helena або Елін — 1130-ті — пл. 1158) — уявне ім’я середньовічної шведської принцеси та данської королеви, дружини короля Данії Кнуда V. Дата її народження невідома; її батьком був шведський король Сверкер I, а мати, як вважають, була першою дружиною Сверкера, королевою Ульвхільда.

## Ідентичність
У період 1146-1157 Данське королівство було поділене між двома ворогуючими королями, Кнудом V і Свейном III. У 1154 році Кнуд вступив у союз зі своїм родичем Вальдемаром, майбутнім королем Вальдемаром Великим, і шукав підтримки у свого вітчима Сверкера I Шведського. Під час перебування він був заручений з дочкою Сверкера, а Вальдемар сватав падчерку Сверкера Софію Мінську. Ім’я нареченої Кнуда в літописах не згадується. Однак сучасні дослідження припускають, що її звали Гелена, яку також звали Елін. Підставою для цього висновку є Necrologium Lundense, в якому згадується Елена Регіна з датою смерті 31 грудня. Оскільки жодної іншої данської королеви з таким ім’ям не відомо, ймовірно, мається на увазі дочка Сверкера. Згідно з гіпотезою, її можна ототожнювати з неофіційною напівлегендарною святою на ім’я Гелена, яку шанували у Швеції та, очевидно, у Данії.

## Королева Данії
Наприкінці 1156 року Кнуд V поїхав до Швеції, щоб розрадити свою матір після вбивства короля Сверкера. Тоді ж він забрав свою шведську наречену. Таким чином, вона залишила Швецію і обійняла посаду данської королеви, що виявилося короткочасною і трагічною подією. У 1157 році Кнуд і Вальдемар відвідали свято примирення в Роскілле зі Свейном III. Під час бенкету люди Свейна напали на двох його суперників, і Кнуд був убитий, а Вальдемару вдалося вислизнути. Пізніше того ж року Свейн був убитий на знак помсти, залишивши Вальдемара переможцем і єдиним правителем Данії. Судячи з усього, королева Кнуда повернулася до Швеції після інциденту в Роскіле. Копія середньовічного списку пожертв XVI століття говорить, що якась королева Гелена пожертвувала землю в парафії Слака абатству Врета в Естерйотланді, а потім увійшла до абатства як черниця. Виходячи з цього, деякі історики припускають, що королева Кнуда пішла зі світу невдовзі після вбивства її чоловіка, приблизно в 1158 році, приєднавшись до своєї сестри Інгегерд (пом. 1204), яка була настоятелькою Врети. 